# Steel Diver: Sub Wars
Steel Diver: Sub Wars is een free-to-play simulatie first-person shooterspel uit 2014, uitgebracht door Nintendo. Het spel is een spin-off van de Steel Diver spelserie. In het spel heeft de speler controle over een met torpedo's bewapende onderzeeboot.
Steel Diver: Sub Wars kent een multiplayermodus: hierin worden de spelers in twee teams onderverdeeld. De bedoeling is om alle duikboten van het andere team uit te schakelen.
Het spel maakt gebruik van microtransacties; verschillende duikboten, missies in de singleplayercampagne en verhoogde duikbootcapaciteit zijn tegen betaling te verkrijgen.